# 100 złotych 1984 Wincenty Witos
100 złotych 1984 Wincenty Witos – okolicznościowa moneta stuzłotowa, wprowadzona do obiegu 12 czerwca 1984 r. zarządzeniem z 15 maja 1984 r. (M.P. z 1984 r. nr 13, poz. 100), wycofana z dniem denominacji z 1 stycznia 1995 r., rozporządzeniem prezesa Narodowego Banku Polskiego z dnia 18 listopada 1994 r. (M.P. z 1994 r. nr 61, poz. 541).
Moneta była bita w ramach serii tematycznej Wielcy Polacy.

## Awers
W centralnej części umieszczono godło – orła bez korony, po bokach rok „1984", pod łapą znak mennicy w Warszawie, dookoła napis „POLSKA RZECZPOSPOLITA LUDOWA”, a na dole napis „ZŁ 100 ZŁ”.

## Rewers
Na tej stronie monety znajduje się popiersie Wincentego Witosa, dookoła napis „WINCENTY WITOS 1874–1945”, a z lewej strony, nad ramieniem, monogram projektanta.

## Nakład
Monetę bito w Mennicy Państwowej, w miedzioniklu, na krążku o średnicy 29,5 mm, masie 10,8 grama, z rantem ząbkowanym, w nakładzie 1 530 100 sztuk, według projektów:
- Stanisławy Wątróbskiej-Frindt (awers) oraz
- Tadeusza Tchórzewskiego (rewers).

## Opis
Moneta jest pierwszą okolicznościowo-obiegową stuzłotówką wybitą w metalu nieszlachetnym i jednocześnie jedną z ośmiu stuzłotówek okolicznościowych bitych w miedzioniklu albo żelazoniklu, w latach 1984–1988.
Istnieją destrukty mennicze stempla odwróconego.

## Powiązane monety
Wincenty Witos został upamiętniony również na monecie próbnej kolekcjonerskiej z 1984 r. w srebrze, o nominale 1000 złotych, z innym wzorem rewersu, wybitej w nakładzie 3000 sztuk.

## Wersje próbne
Istnieje wersja tej monety należąca do serii próbnej w niklu z wypukłym napisem „PRÓBA”, wybita w nakładzie 500 sztuk.